# Палаты Шуйских
Пала́ты Шу́йских (Жилой дом с палатами XVII в.) — образец жилой застройки Белого города, Объект культурного наследия федерального значения в Москве (Подкопаевский переулок, д.5/2). В конце XVI века владение предположительно принадлежало Шуйским — отсюда их часто встречающееся название, однако так называемый «двор Шуйских» принадлежал князю Ивану Михайловичу Барятинскому.

## История
Палаты сильно выступают за красную линию Подкопаевского переулка и почти полностью занимают тротуар. Благодаря этому и природному рельефу местности палаты хорошо просматриваются даже с отдалённых точек. Существующее здание относится к разным строительным периодам. Первоначальный древнейший объём поставлен торцом к переулку (отмечен охранной доской), состоит из двух сводчатых палат и двух подвальных помещений под ними.
В северо-западной части палат обнаружены следы крыльца. Стены подвальных помещений выложены из белого камня, а их своды из кирпича. Первоначально палаты были двухэтажными — об этом говорят сохранившиеся части фасада.
В начале XVIII века по линии нынешнего Подкопаевского переулка к древней части была пристроена ещё одна палата на месте крыльца, и здание в это время получило Г-образную форму.
В 1770-х годах здание было вновь перестроено, вследствие чего приобрело прямоугольную конфигурацию плана.
В начале XIX века с востока были пристроен дополнительный объём и устроены антресоли.

## Современное состояние
В конце 60-х годов XX века здание было заново оштукатурено, с торцевого фасада, который выходит на Подкопаевский переулок, была удалена лепнина XIX века, но при этом добавлены три накладные пилястры (средняя из которых, смещённая относительно центральной оси здания, частично разрывается окном второго этажа), что полностью разрушило симметрию. Подпорная стенка здания была сделана из оштукатуренных и покрашенных бетонных блоков.
При доме имеется небольшой садик. 
В дворовой части сохранились старинные ворота и фрагмент первоначальной ограды. 
Первоначальный декор палат реставрирован, но благодаря поздним перестройкам обращён в интерьер существующего здания. Восстановленный декор наличников, железные оконные решётки, лопатки, профилированный цоколь относится к 1650—1670-м годам. 
Во втором этаже и антресолях также сохранилась характерная для дворянских особняков начала XIX века планировка, а также фрагменты убранства: двери, печи, камин и наборные паркетные полы.